# تالینک
تالینک (به انگلیسی: Tallink) یک شرکت استونیایی در زمینه کشتیرانی است که در دریای بالتیک به عملیات ترابری دریایی از طریق کشتی‌های رول آن/رول آف و گردشی بین کشورهای استونی، فنلاند، سوئد، لتونی می‌پردازد. تالینک بزرگترین شرکت کشتیرانی مسافربری و باری در منطقه دریای بالتیک است. هتل‌های تالینک دارای چهار هتل در تالین و یک هتل در ریگا می‌باشد. این شرکت همچنین دارای یک شرکت تاکسیرانی به نام تالینک تاکس است. این شرکت در فهرست بورس اوراق بهادار تالین به عنوان یک شرکت سهامی عام حضور دارد.

## تاریخچه

### زمینه
تاریخچه این شرکت که امروزه به عنوان تالینک شناخته می‌شود را می توان در سال ۱۹۶۵ کشف کرد که شرکت کشتیرانی استونی (ای‌اس‌کو (به انگلیسی: ESCO)) مستقر در شوروی خدمات مسافربری دریایی را بین هلسینکی و تالین با کشتی «ام‌اس وانیمونا» انجام می‌داد. خدمات مسافربری دریایی به طور رسمی در سال ۱۹۶۸ توسط «ام‌اس تالین» آغاز شد و این مسیر را طی کرد تا اینکه در سال ۱۹۸۰ توسط «ام‌اس جورج اوتس» جایگزین شد.

### ۱۹۸۹–۱۹۹۲
در ماه مه ۱۹۸۹، ای‌اس‌کو با همراهی یک شرکت فنلاندی یک شرکت تابعه جدید به صورت سرمایه‌گذاری مشترک تحت عنوان تالینک تشکیل داد. در دسامبر همان سال ، ای‌اس‌کو «ام‌اس اسکاندیناویان اسکای» را از شرکت سی اسکیپ خریداری کردند و کشتی در ژانویه سال ۱۹۹۰ به عنوان «ام‌اس تالین» فعالیت خود را در مسیر هلسینکی - تالین آغاز کرد. در همان زمان «ای‌اس‌کو» هنوز هم ام‌اس جورج اوتس را در همان مسیر اداره می‌کرد که در اصل با شرکت تابعه خود رقابت می‌کرد. این درگیری در سپتامبر ۱۹۹۱ هنگامی که جورج اوتس به تالینک منتقل گشت برطرف شد. در اوایل دهه ۱۹۹۰ ، تعداد مسافر در مسیر هلسینکی - تالین به طور پیوسته در حال افزایش بود. در بین سال‌های ۱۹۹۲ تا ۱۹۹۵ تالینک کشتی ام‌اس سنت پاتریک دو را از کشتی‌های ایرلند برای افزایش ظرفیت خود در این مسیر استفاده کرد. 

### ۱۹۹۳–۲۰۰۰
تالینک در سال ۱۹۹۳ به یک شرکت کاملاً استونیایی تبدیل شد وقتی که شرکت فنلاندی سهام خود را به ای‌اس‌کو فروخت. در ژانویه ۱۹۹۷ نخستین شناور پرسرعت به نام تالینک اکسپرس فعالیت خود را در مسیر هلسینکی - تالین آغاز نمود. در مارس ۱۹۹۷ خط جدیدی از پالدیسکی به کاپلسکور در شمال استکهلم ایجاد شد که نخستین خط کشتیرانی تالینک به سوئد محسوب می‌شود.

### ۲۰۰۰–۲۰۰۶
تا سال ۲۰۰۰ «ای‌اس‌کو» تنها مالک شرکت کشتیرانی سوئد-استونی یا همان (ایست لاین) شد و در دسامبر سال ۲۰۰۰ دو فروند کشتی مسافربری ام‌اس رجینا بالتیکا و ام‌اس بالتیک کریستینا به خط بین تالین و استکهلم به عنوان بخشی از تالینک اعزام شد. در سال ۲۰۰۲ کشتی ام‌اس رومانتیکا با ظرفیت ۲٬۵۰۰ مسافر به خط هلسینکی - تالین اضافه گشت. در نوامبر همان سال کشتی ام‌اس جورج اوتس به روسیه فروخته شد. در سال ۲۰۰۴ با خرید سه کشتی خط جدیدی به سن پترزبورگ نیز ایجاد گشت. تالینک در ۹ دسامبر ۲۰۰۵ وارد فهرست شرکت‌های بورس اوراق بهادار تالین شد. 

### ۲۰۰۶–تاکنون
در سال ۲۰۰۶ خط جدیدی بین ریگا و استکهلم ایجاد شد. بین سال‌های ۲۰۰۹ تا ۲۰۱۵ شرکت خدماتی بین جزیره گوتلاند و سرزمین اصلی سوئد برگزار نمود. در سال ۲۰۰۷ با خرید و تجهیز کشتی‌های بسیار پرسرعت خط تالین-هلسینکی-روستوک فعال گشت. 

در سال ۲۰۱۹ تالینک با یک شرکت فست فود جهانی برگر کینگ به توافقی دست یافت تا رستوران‌هایی در استونی ، لتونی و لیتوانی افتتاح کند و طبق توافق نامه، تالینک دارای حق انحصاری برای اداره غذاهای رستوران برگر کینگ در کشورهای حوزه دریای بالتیک به مدت ۲۰ سال است.

## ناوگان
در زیر نام برخی از کشتی‌های شرکت تالینک در طول سال‌های گذشته و حاضر آمده است:
- ام‌اس ایزابل
- ام‌اس بالتیک
- ام‌اس مگا استار
- ام‌اس ویکتوریا
- * ام‌اس سی ویند
- ام‌اس رومانتیکا
- ام‌اس ستاره
- ام‌اس نورماندی
- ام‌اس گلکسی
- ام‌اس پاسکال لوتا